# Гати (Витебская область)
Гати — деревня в Городокском районе Витебской области Белоруссии. Входит в состав Межанского сельсовета, ранее входила в Руднянский сельсовет.
Находится в 2 верстах к северо-западу от деревни Газьба.

## Население
- 1999 год — 27 человек
- 2010 год — 7 человек
- 2019 год — 4 человека[1]